# 大橋柳雪
大橋柳雪（おおはし りゅうせつ、寛政7年（1795年） - 天保10年（1839年））は江戸時代の将棋指し（七段）。将棋家元の大橋分家・七代大橋宗与の養子となり、八代目当主が予定されていたが、後に廃嫡。天野宗歩らに影響を与えた存在として知られる。初名は中村喜多次郎（なかむら きたじろう）。後に中村英節、大橋分家の養子となってからは、大橋英俊、大橋宗英とも名乗る。

## 経歴
中村喜多次郎は江戸の小石川で生まれた。その後、江戸時代最強の名人とも呼ばれる大橋分家の九世名人六代大橋宗英に入門。六代宗英が1809年に死去した後、七代宗与のもとで頭角を現した。
1818年、抜群の棋力で若くして六段に上り、大橋分家の後継者に指名されて七代宗与の養子となった。これ以降大橋英俊と名乗った。翌1819年からは御城将棋にも出勤した。1827年、将来の名人を期待され、元の師匠であり、大橋分家の伝説的な名人である大橋宗英の名跡を継いで二代目大橋宗英を襲名する。
しかし、1830年に健康上の理由（「将棋営中日記」では梅毒によって聴力を失ったためとしている）により廃嫡され、野に下った。大橋分家の後継者ではなくなったことから大橋柳雪と名を改めた。後に京都に住み、在野の強豪として名を馳せるようになる。
1834年、修行に来ていた当時19歳の後の棋聖・天野宗歩と対局する。宗歩は大橋本家の門人であったが、技術上の師は柳雪であるとも言われる。
1837年から1839年にかけては、盲目の名棋士として知られる石本検校との間で21番勝負を行った。この勝負では、柳雪が19勝2敗と圧倒したが、これらの棋譜は後の棋士たちによって研究されることになり、大きな影響を与えた。
1839年、45歳で死去。

## 評価
大内延介は、柳雪を「近代将棋の開拓者」と称して、将棋の技術革新に大きく貢献した大橋宗英九世名人と天野宗歩棋聖との間を繋ぐ存在と位置付けている。実際に柳雪は現代に繋がる手を数多く指しており、特に横歩取りの研究で著名である。

## 登場する作品

### 小説
- 仲村燈『桎梏の雪』講談社、2021年。ISBN 978-4-06-523767-0

### テレビ番組
- 名勝負の解説、大橋柳雪特集（囲碁将棋チャンネル、解説：飯塚祐紀、聞き手：中倉彰子）